# Vimos dar as boas-festas
"Vimos dar as boas-festas" ou, simplesmente, "Boas-festas" é uma cantiga de janeiras tradicional portuguesa originária da antiga freguesia de Estômbar (atualmente englobada na União das Freguesias de Estômbar e Parchal) no concelho de Lagoa.

## História
Foi recolhida pelo etnógrafo de origem corsa Michel Giacometti, interpretada pelas cantadeiras populares Maria da Conceição Lima e Júlia Castro Fernandes. Este fonograma foi editado no segundo volume da Antologia da Música Portuguesa de 1962. Este registo tem vindo a ser utilizado como base para diversas interpretações por grupos dedicados à música tradicional portuguesa como Maio Moço.
No texto que acompanha a sua publicação em 1963, refere-se que era originalmente cantada de porta em porta em Estômbar mas, quando foi gravada já só se cantava diante do presépio.

## Letra

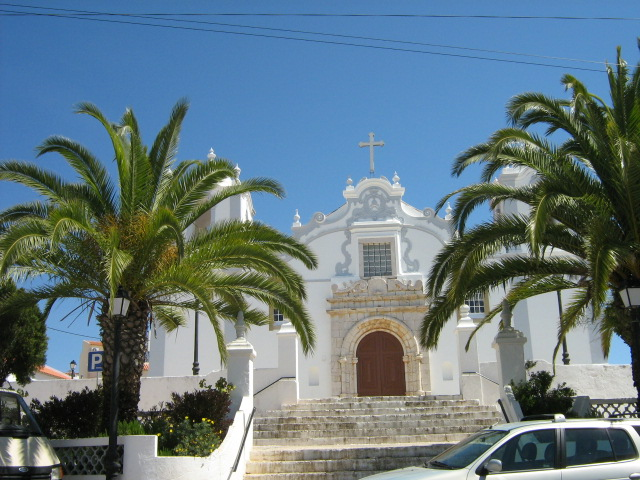
Igreja matriz de Estômbar

Vimos dar as boas-festas

Já que Deus as nos deixou,

É nascido o Deus Menino

De manhã se batizou.

Depois d'Ele batizado

Nesse tão humano dia,

Para a Glória foi levado

Com prazer e alegria.

## Discografia
- 1962 — Anthology Of Portuguese Music (Vol. 2: Algarve). Maria da Conceição Lima & Júlia Castro Fernandes. Ethnic Folkways Library. B11: "Boas-festas (Happy Christmas)".[3]
- 1963 — Antologia da Música Portuguesa (Vol. 2: Algarve). Maria da Conceição Lima & Júlia Castro Fernandes. Arquivos Sonoros Portugueses. B11: "Boas-festas".[2]
- 2002 — CantoMaior. Maio Moço. Tradisom. Faixa 12: "Vimos dar as boas-festas".[4]